# Étang de Lacanau
El étang de Lacanau es un étang o lago de Francia, uno de los integrantes del grupo de los grandes lagos landeses que se encuentra a unos 4 km de la costa atlántica de la côte d'Argent, en el golfo de Vizcaya. Se encuentra próximo a Lacanau (4.412 hab. en 2009), la pequeña localidad que le da nombre, en la región natural de las Landas del Médoc, a unos 45 km al noroeste de Burdeos. Administrativamente, pertenece al departamento de Gironda, región de Aquitania. Tiene una superficie de 19,85 km y una profundidad máxima de 7 m.
Localizado en un entorno natural excepcional, el lago es adecuado tanto para las actividades de ocio como para la práctica de deportes acuáticos windsurf, piragüismo, esquí acuático, botes a pedal, vela... En el lago también se práctica la pesca (anguila, perca ...).